# Надежда Дурова
Надежда Андрејевна Дурова (рус. Наде́жда Андре́евна Ду́рова; Вознесеској, 17. септембра 1783 — Јелабуга, 21. марта 1866) била је руски војник. Прерушила се у мушкарца и постала је одликован војник за време Наполеонових освајачких ратова. Пошто је била прерушена, била је позната и као Александар Дуров, Александар Соколов и Александар Андрејевич Александров. Њени мемоари су један од најранијих аутобиографских дела на руском језику.

## Биографија
Надежда Дурова рођена је у војном логору у Кијеву, пошто јој је отац био мајор у војсци. Он је водио рачуна о својој ћерки пошто ју је мајка замало убила избацивши је кроз прозор из кочија у покрету. Тако да је Надежда још као дете знала све о војсци, а омиљена играчка је била пиштољ. 1801. године се удала за судију са којим је добила сина 1803. године.
Дурова је била велики патриота и сматрала је војни живот слободом. Осећала је да нема талента за живот традиционалне жене што је и описивала у својим мемоарима.

### Војна служба
Године 1807, прерушила се у мушко, напстила свог сина и мужа, и отишла у коњанички пук под именом Александар Соколов. Борила се у главним борбама против Пруске, и том приликом спасила је животе руских војника. Једном који је пао са коња и добио потрес мозга, је дала прву помоћ и повукла на сигурно. Спасила је и руског официра кога су окружили француски војници, узимајући копље и разбијајући непријатеља. Током тих борби написала је писмо својој породици, објашњавајући свој нестанак. Гласине о њој у војсци су стигле и до цара Александра. Позвана је у палату у Санкт Петербургу, где јој је уручен Крст светог Ђорђа и где је промовисана у поручника. Цар јој је доделио нови псеудоним Александар Александров, на основу свог имена. За разлику од других официра она је изгледала сувише младо, без бркова. Пошто се пуковникова ћерка заљубила у њу морала је да пређе у Литвански пук. Након тога је била учесник борби током Наполеонове инвазије на Русију 1812. Борила се у Смоленској битци. У битци код Бородина се нарочито истакла, али је рањена је у ногу и добила јаку контузију. 1816. године је пензионисана.
Двадесетак година касније случајно се упознала са Александром Пушкином. Пошто је сазнао да је писала дневник током службе у војсци, охрабрио је да објави мемоаре. Додала је детаље из свог детињства, али је променила године елиминисавши све што је упућивало на њен брак. 1836. године је објавила мемоаре под називом Коњаник. Касније је објавила још неколико дела. Дурова је до краја свог живота наставила да носи мушку одећу. Умрла је у Јелабугу и сахрањена је са свим војним почастима.

## Уметничка дела о Надежди Дуровој
- Надежда дурова, опера Анатолија Богатирева.
- Одавно, Песма Александра Гладкова.
- Хусарска балада, оперета Тикона Креникова.
- Хусарска балада, филм Елдара Рјазанова.